# آ ماثيوزية
آ ماثيوزية (الاسم العلمي: Aa matthewsii) هو نوع من النباتات يتبع جنس الآ من الفصيلة السحلبية.